# Irina Wjatscheslawowna Sakurdjajewa
Irina Wjatscheslawowna Sakurdjajewa (russisch Ирина Вячеславовна Закурдяева, beim Weltschachbund FIDE Irina Zakurdjaeva; * 30. November 1982 in Moskau) ist eine russische Schachspielerin und seit 2003 Großmeister der Frauen (WGM).

## Schach
Im Jahr 1999 war Irina Sakurdjajewa geteilte Erste zusammen mit Tatjana Kossinzewa, Ekaterina Polownikowa und Nadeschda Kossinzewa bei der russischen Mädchenmeisterschaft unter 18 Jahren. 2000 gewann sie die Jugendmeisterschaft vor Nadeschda Kossinzewa und Olga Zimina.
Im Zeitraum von 1997 bis 2002 vertrat sie Russland mehrfach bei Weltmeisterschaften und Europameisterschaften der Jugend in verschiedenen Altersklassen. Ihren größten Erfolg errang sie 2001 in Patras, wo sie die Bronzemedaille bei der Mädcheneuropameisterschaft unter 20 Jahren gewann.
Die Normen für den Titel Großmeister der Frauen erfüllte sie bei der Europameisterschaft 2001 in Patras, dem Efim Geller Gedenkturnier in Moskau sowie 2003 in Bad Königshofen im Grabfeld (2. Platz hinter Alexander Gasthofer).
2008 spielte sie in Dresden bei der 8. Europameisterschaft der Frauen. Hierbei qualifizierte sie sich für das K.-o.-System der Weltmeisterschaft 2008 in Naltschik. In der ersten Runde verlor sie gegen Ruan Lufei. Im Jahr 2009 belegte sie einen vierten Platz hinter Sophie Milliet, Jana Melnikov und Tania Sachdev im Rundenturnier in San Sebastian. Im Jahr 2010 belegte sie den zweiten Platz hinter Nasi Paikidse in der Meisterschaft von Moskau. Sie gewann 2010 (zusammen mit Elena Borić und Marta Michna) ein WGM-Turnier in Erfurt.
Mit ihrer höchsten Elo-Zahl von 2332 erreichte sie im Januar 2008 den 32. Platz der russischen Rangliste der Frauen.
In Deutschland spielt sie seit 2004 für den SC Bad Königshofen, zunächst in der zweiten Schachbundesliga der Frauen antrat, seit 2008 in der 1. Bundesliga der Frauen. 2014 und 2019 gewann sie mit Bad Königshofen die Frauenbundesliga.